# Petrarquisme
El petrarquisme va ser un poderós corrent d'inspiració lírica que es va difondre per tot Europa amb el renaixement i va succeir com a font d'inspiració en la lírica l'amor cortès dels trobadors provençals. A aquesta lírica se superposa una nova filosofia amatòria influïda pel platonisme. El seu influx es va estendre fins a començaments del segle xviii i només en van escapar poetes com William Shakespeare.
Fonamentalment els poetes del petrarquisme es dediquen a cultivar el sonet amorós i a reunir-lo en col·leccions estructurades com a cançoners, en forma de sèrie de poemes que documenten la història sentimental del seu amor per la dama en una evolució des de la sensualitat a l'espiritualitat per influx de les teories amoroses del platonisme.
La influència de Petrarca inclou tant aspectes formals com temàtics. En els temes destaca el culte a la bellesa, el protagonisme de la naturalesa (bucolisme) i de l'amor. Formalment, el petrarquisme introdueix en la literatura en espanyol el sonet, que serà la forma més usada durant els segles XVI i xvii, així com l'hendecasíl·lab com a vers.
A Itàlia el petrarquisme va tenir bons continuadors com ara Pietro Bifi i Michelangelo Buonarroti, i, ja de forma esparòdica, Francesco Berni; a Portugal van ser poetes petrarquistes Luís de Camoes i Sá de Miranda; a Espanya van introduir el petrarquisme Garcilaso de la Vega i Joan Boscà, i els van seguir Gutierrez de Cetina, Hernando de Acuña i molts altres a la primera meitat del segle xvi i Fernando de Herrera i alguns altres més a la segona meitat, de forma més manierista; Lope de Vega i Francisco de Quevedo al segle xvii,a vegades amb trets paròdics que són patents per exemple en Baltasar del Alcázar. A França el petrarquisme va ser implantat pel moviment poètic conegut com La Pléiade, la figura més important de la qual és Pierre Ronsard;a Anglaterra, el van naturalitzar Thomas Wyatt i Henry Howard i el va continuar Philip Sidney.
El petrarquisme va entrar a poc a poc en el manierisme i va arribar a convertir-se en un estil artificial i fred, de manera que al segle xvii, ja barroc, va començar a usar-se el mecanisme de la paròdia i es van elaborar nombrosos cançoners burlescos. El seu idealisme platònic es va combinar amb el materialisme i la referència al detall marginal o costumista. Van començar en aquest estil, a Itàlia, Francesco Berni; a Espanya, Baltasar del Alcázar i Luis de Góngora. Lope de Vega va compondre també un cançoner petrarquista burlesc i humorístic, les Rimas humanas y divinas de Tomé Burguillos. Francisco de Quevedo, autor d'un altre cançoner petrarquista entorn de Lisi, assaja ocasionalment també la paròdia petrarquista en poemes solts.